# Anhel Cape
Anhel Alberta Cape (ur. 14 maja 1978) – lekkoatletka z Gwinei Bissau, specjalizująca się w biegach średniodystansowych, olimpijka.
Dwukrotnie reprezentowała swój kraj na igrzyskach olimpijskich, w 2000 podczas igrzysk w Sydney startowała w biegu na 800 m kobiet – odpadła w eliminacjach z czasem 2:17.05 s. cztery lata później podczas igrzysk w Atenach startowała w tej samej konkurencji – nie ukończyła biegu.